# ریکاردو هرنان پاپس
ریکاردو هرنان پاپس (انگلیسی: Ricardo Hernán Pagés؛ زادهٔ ۲ مهٔ ۱۹۷۳) بازیکن فوتبال اهل آرژانتین است.